# 9の音粋
『9の音粋』（きゅうのおんいき）は、2020年4月1日からBAYFMで放送されているラジオ番組。bayfm本社第1スタジオから生放送の音楽番組である。

## 概要
bayfmでは2005年の『ON8』開始以来、長らく若年層を対象とした番組を展開していたが、2020年春の改編で『ON8+1』が15年の節目に幕を閉じる事となり、その後番組として開始。
番組開始以来「真剣邦楽選曲SHOW」を標榜しており、J-POPや歌謡曲など色々なジャンルの曲を放送する。基本的に放送日の担当DJが選曲しており、曲によってはアナログレコード、さらにDJやスタッフの持ち込み音源を使うこともある。

## パーソナリティ
- 月曜
  - スージー鈴木、ミラッキ大村（2020年4月6日 - ） - 別名「マンデーソングブック」
    - ミラッキは2021年8月16日と2023年7月3日の放送は新型コロナウイルス感染に伴い休演。両日とも代演は立てずスージー単独で放送。

- 火曜
  - トムセン陽子（2020年4月7日 - ）
- 水曜
  - 藤田太郎（2020年4月1日 - )
- 木曜
  - クリス松村（2020年4月2日 - )

### 代演
- 伊津野亮（2023年1月10日） - 同局『I-Cocoon』DJでトムセンの夫。当日トムセンが急に体調不良となり、「急な音粋」と銘打って代演を務めた。尚、トムセンは3日後の2023年1月13日、自身のSNSでウイルス性胃腸炎に罹患した事を報告している。

## 年表
- 2020年
  - 3月16日：水曜日担当の藤田太郎が自身のツイッターにて、当番組の情報を解禁した。
  - 3月19日：bayfmのホームページにて当番組の詳細を発表された。
  - 4月1日：放送開始。DJは藤田太郎。
  - 4月20日～4月24日：当番組初のレーティングを実施。
  - 5月4日～5月7日：番組初の収録放送。
  - 12月7日：『民放連／radiko共同企画　TOMORROWPROJECT「ラジオっていいね」青春ラジオ小説「オートリバース」』(22:00〜22:54)放送に伴い、事前収録による1時間放送となった。
- 2021年
  - 9月20日：それまで番組SNSで使用していた公式ハッシュタグを「#9の音粋」から「#キュウオン」に変更。当日は試験的に運用し、翌9月21日より正式運用となる。
- 2022年
  - 10月4日：『Takara Leben Group presents 民放ラジオ99局“スピーカーでラジオを聴こう”キャンペーン WE LOVE RADIO 松任谷由実 50th ANNIVERSARY～日本中、ユーミンに包まれたなら～』(21:00〜22:00)放送に伴い、22:00〜22:54までの短縮放送に。当日は特番の流れを汲み「ユーミン万歳! リクエストSpecial」と題して放送。

## 番組内容・コーナー
基本的に月曜・火曜の全編と水曜21時台は毎週テーマを決めての選曲を行っている。月曜と水曜はエンディングで翌週のテーマを発表している他、火曜も2023年の途中から同様に翌週のテーマを発表するようになった。
なお、企画やコーナーなどで各曜日に特徴があり、以下に記す。

### 月曜
- 基本的に21時台前半と22時台はスージーが、21時台後半はミラッキが選曲。但しテーマによってはこのシフトを入れ替える事がある。
- エンディングでは番組スタッフと謎かけを今日の選曲テーマを基にちなんで紹介する[2]。月曜ではradikoのシェア機能活用を推奨しており、シェアしたリスナー1名と最も秀逸な謎かけを送ってきたリスナー1名に毎週、特製ステッカーをプレゼントしている[3]。

### 火曜
- 長らく多くの音楽番組を担当し、アーティスト達との関係も深いトムセンらしく、各曜日の中でもアーティストゲストの出演頻度が高いのが特徴（後述）。
- 2021年頃からはトムセンの友人（という設定）で「スナック陽子」を切り盛りする「陽子ママ」が2時間担当する回が年に1〜2回程度放送されている。この回ではリスナーからのリクエストを積極的に募集する他、複数のリスナーと電話を繋ぐのも恒例となっている。

### 水曜
- 21時台中盤にイントロクイズのコーナーを設けている。当日のテーマに沿った3曲を藤田が選び、リスナーにイントロクイズとして出題。リスナーは出題後に2曲流れる間にメールかTwitterで回答する。
- 22時台は「藤田太郎の音楽道（みち）」を行う。毎週テーマとなる1曲を前週のエンディングに発表し、その曲にまつわる楽曲を繋いでいくのが特徴で、テーマ曲の前にはその曲の成り立ちやエピソードなどを藤田の口上により届ける。

### 木曜
- クリスがリスナーを音楽図書館に誘う形で、クリスがそのとき感じたままに選曲していく。
- 不定期で「妄想ザ・ベストテン」と題し、ザ・ベストテンのようにランキング形式で選曲する。

## テーマ曲
構成の都合で、曲が放送されないこともある。

### 月曜
- オープニング曲 - Red River Rock/Johnny and the Hurricanes
- エンディング曲 - Turn on The Radio/Bay City Rollers

### 火曜
- オープニング曲 - December, 1963 (Oh, What a Night)/The Four Seasons
- エンディング曲 - ONE（Instrumental）/AI

### 水曜
- オープニング曲・エンディング曲 - Last Mile/Small Circle of Friends

### 木曜
- オープニング曲 - Don't Answer Me/The Alan Parsons Project
- エンディング曲 - You and I/伊東ゆかり＆タイム・ファイブ ※Shirley Basseyのカバー

## スピンオフ
2021年以降、当番組を基盤とした特別番組やイベントが複数実施されている。
- bayfm GOLDEN MUSIC JOURNEY「究極の音粋」（2021年5月3日・13:00〜18:54）
  - スージー、ミラッキ、藤田がパーソナリティを務め、ゲストに中村正人(DREAMS COME TRUE)、渡辺美里が出演。
- 「90の音粋」（2022年5月5日・13:00〜15:51）
  - ミラッキ、トムセン、藤田がパーソナリティを務め、リモートゲストにTERU(GLAY)が出演。
- 「ジェネジェネ90s -鳴り響けボクらのJ-POP-」（2023年11月23日・12:51〜15:48）
  - genEric genEsis（ヒャダイン・ミラッキ大村）がパーソナリティを務めた。